# Suzanne (Somme)
Suzanne é uma comuna francesa na região administrativa de Altos da França, no departamento de Somme. Estende-se por uma área de 8,66 km². Em 2010 a comuna tinha 194 habitantes (densidade: 22,4 hab./km²).